# Adonisea cupes
Adonisea cupes är en fjärilsart som beskrevs av Augustus Radcliffe Grote 1875. Adonisea cupes ingår i släktet Adonisea och familjen nattflyn. Inga underarter finns listade i Catalogue of Life.